# Internazionali d'Italia 1950 - Singolare femminile
Il singolare femminile del torneo di tennis Internazionali d'Italia 1950, ha avuto come vincitrice Annalisa Ullstein Bossi che ha battuto in finale Joan Curry con il punteggio di 6–4 6–4.

## Tabellone

### Legenda
| - Q = Qualificato - WC = Wild card - LL = Lucky loser | - ALT = Alternate - SE = Special Exempt - PR = Protected Ranking | - w/o = Walkover - r = Ritirato - d = Squalificato |

### Fase finale
|  | Quarti di finale        | Quarti di finale        | Quarti di finale | Quarti di finale | Quarti di finale |  |  | Semifinali              | Semifinali              | Semifinali     | Semifinali | Semifinali |   |   | Finale                  | Finale                  | Finale                  | Finale | Finale |  |
|  |                         |                         |                  |                  |                  |  |  |                         |                         |                |            |            |   |   |                         |                         |                         |        |        |  |
|  | Annalisa Ullstein Bossi | Annalisa Ullstein Bossi | 6                | 1                | 8                |  |  |                         |                         |                |            |            |   |   |                         |                         |                         |        |        |  |
|  | Jean Quertier           | Jean Quertier           | 3                | 6                | 6                |  |  | Annalisa Ullstein Bossi | Annalisa Ullstein Bossi | 1              | 6          | 6          |   |   |                         |                         |                         |        |        |  |
|  | Barbara Scofield        | Barbara Scofield        | 7                | 3                | 6                |  |  | Barbara Scofield        | Barbara Scofield        | 6              | 3          | 3          |   |   |                         |                         |                         |        |        |  |
|  | Betty Hilton            | Betty Hilton            | 5                | 6                | 2                |  |  |                         |                         |                |            |            |   |   | Annalisa Ullstein Bossi | Annalisa Ullstein Bossi | Annalisa Ullstein Bossi | 6      | 6      |  |
|  | Joan Curry              | Joan Curry              | 0                | 6                | 6                |  |  |                         |                         | Joan Curry     | Joan Curry | Joan Curry | 4 | 4 |                         |                         |                         |        |        |  |
|  | Gussie Moran            | Gussie Moran            | 6                | 4                | 2                |  |  | Joan Curry              | Joan Curry              | Joan Curry     | 6          | 6          |   |   |                         |                         |                         |        |        |  |
|  | Nicla Migliori          | Nicla Migliori          | 6                | 0                | 6                |  |  | Nicla Migliori          | Nicla Migliori          | Nicla Migliori | 4          | 0          |   |   |                         |                         |                         |        |        |  |
|  | Jean Walker-Smith       | Jean Walker-Smith       | 3                | 6                | 3                |  |  |                         |                         |                |            |            |   |   |                         |                         |                         |        |        |  |